# 459
Évszázadok: 4. század – 5. század – 6. század
Évtizedek: 400-as évek – 410-es évek – 420-as évek – 430-as évek – 440-es évek – 450-es évek – 460-as évek – 470-es évek – 480-as évek – 490-es évek – 500-as évek
Évek: 454 – 455 – 456 – 457 –  458 – 459 – 460 – 461 – 462 – 463 – 464

## Események

### Nyugat- és Keletrómai Birodalom
- Flavius Ricimert (nyugaton) és Flavius Patriciust (keleten) választják consulnak.
- Maiorianus nyugatrómai császár hadjáratot szervez a hispániai szvébek ellen, amelyet hadvezére, Nepotianus és a vizigót Sunieric vezetnek.
- Valamir osztrogót király betör Illyricumba és egészen Epiruszig nyomul előre, miután nem kapta meg az éves adót a rómaiaktól.
- Szent Remigiust 21 évesen Reims püspökévé választják.

### Perzsia
- I. Péroz a heftaliták segítségével legyőzi és megöli bátyját, III. Hurmuzt és a Szászánida Birodalom királyává koronázzák. A belháborút kihasználva a vazallus Albania királya, II. Vacse (Péroz unokaöccse) a hunok segítségével kinyilvánítja függetlenségét és áttér a kereszténységre (a következő két év során Péroz feldúlja Albaniát, majd kiegyezik rokonával, aki 462-ben lemond a trónról).

## Halálozások
- III. Hurmuz, szászánida király
- Idősebb Oszlopos Szent Simeon, keresztény aszkéta

## Fordítás
- Ez a szócikk részben vagy egészben  a(z)   459 című angol Wikipédia-szócikk ezen változatának fordításán alapul.  Az eredeti cikk szerkesztőit annak laptörténete sorolja fel. Ez a jelzés csupán a megfogalmazás eredetét és a szerzői jogokat jelzi, nem szolgál a cikkben szereplő információk forrásmegjelöléseként.